# 2030
- Wikisource

| Calendário gregoriano                                                        | 2030 MMXXX                          |
| Ab urbe condita                                                              | 2783                                |
| Calendário arménio                                                           | 1480 – 1481                         |
| Calendário bahá'í                                                            | 186 – 187                           |
| Calendário budista                                                           | 2574                                |
| Calendário chinês                                                            | 4726 – 4727 Início a 3 de fevereiro |
| Calendário copta                                                             | 1746 – 1747                         |
| Calendário etíope                                                            | 2022 – 2023                         |
| Calendários hindus - Vikram Samvat - Calendário nacional indiano - Cáli Iuga | 2085 – 2086 1951 – 1952 5130 – 5131 |
| Calendário Holoceno                                                          | 12030                               |
| Calendário islâmico                                                          | 1452 – 1453                         |
| Calendário judaico                                                           | 5790 – 5791                         |
| Calendário persa                                                             | 1408 – 1409 Início a 21 de março    |
| Calendário rúnico                                                            | 2280                                |
| Calendário solar tailandês                                                   | 2573                                |

2030 (MMXXX, na numeração romana) será um ano comum do século XXI que começará numa terça-feira, segundo o calendário gregoriano. A sua letra dominical será F. A terça-feira de Carnaval ocorrerá a 5 de março e o domingo de Páscoa a 21 de abril. Segundo o horóscopo chinês, será o ano do Cão, começando a 3 de fevereiro.

| Evento                                                   | Data            | Hora  |
| -------------------------------------------------------- | --------------- | ----- |
| Aquário                                                  | 20 de janeiro   | 00:55 |
| Peixes                                                   | 18 de fevereiro | 15:00 |
| primavera no hemisfério norte e outono no hemisfério sul |                 |       |
| Carneiro/equinócio                                       | 20 de março     | 13:52 |
| Touro                                                    | 20 de abril     | 00:44 |
| Gémeos                                                   | 20 de maio      | 23:41 |
| verão no hemisfério norte e inverno no hemisfério Sul    |                 |       |
| Caranguejo/solstício                                     | 21 de junho     | 07:31 |
| Leão                                                     | 22 de julho     | 18:25 |
| Virgem                                                   | 23 de agosto    | 01:37 |
| Outono no Hemisfério Norte e Primavera no Hemisfério Sul |                 |       |
| Balança/equinócio                                        | 22 de setembro  | 23:27 |
| Escorpião                                                | 23 de outubro   | 09:01 |
| Sagitário                                                | 22 de novembro  | 06:45 |
| inverno no hemisfério norte e verão no hemisfério sul    |                 |       |
| Capricórnio/solstício                                    | 21 de dezembro  | 20:10 |

| UTC: Portugal Continental, Madeira, Guiné-Bissau e São Tomé e Príncipe Subtrair (-): 1 h nos Açores e Cabo Verde 2 h nas Ilhas oceânicas brasileiras 3 h em Brasília, em Goiás, na Amazônia Oriental Brasileira e no nordeste, sudeste e sul brasileiros 4 h na Amazônia Ocidental Brasileira, Mato Grosso e Mato Grosso do Sul 5 h no Acre e sudoeste do Amazonas Adicionar (+): 1 h em Angola e Guiné Equatorial 2 h em Moçambique 8 h em Macau 9 h em Timor-Leste. |
| Adicionar uma hora durante a vigência do horário de verão: Portugal Continental : De 31 de março a 27 de outubro de 2030 |

| Ano completo                       |
| ---------------------------------- |
| Ano comum com início à terça-feira |

## Eventos esperados e previstos
- Ano do Cão de Metal, segundo o Horóscopo chinês.

### Junho
- 1 de junho - Eclipse solar anular.[1]
- 15 de junho - Eclipse lunar parcial.[2]

### Novembro
- 25 de novembro - Eclipse lunar total.[3]

### Dezembro
- 9 de dezembro - Eclipse lunar penumbral.[4]

### Datas desconhecidas
- O mundo precisará de pelo menos 50% mais comida, 45% mais energia e 30% mais água do que em 2012, de acordo com estimativas do Painel de Alto Nível da Organização das Nações Unidas sobre Sustentabilidade Global.[5]
- Realização da Copa do Mundo FIFA de 2030, que celebrará também o centenário da competição.
- Realização dos Jogos Olímpicos de Inverno de 2030.
- Segundo projeções da Organização das Nações Unidas, estima-se que a população mundial de seres humanos esteja entre aproximadamente 7.800.000.000 (7,8 bilhões) e 8.500.000.000 (8,5 bilhões) de pessoas.
- Um estudo estimou que, devido ao contínuo crescimento econômico na África, a maioria dos países da África Subsaariana se evoluirá de um status de renda baixa para renda média até 2030.[6]
- Estima-se que a classe média global será de cerca de 4,9 bilhões de pessoas, das quais cerca de 66% viverão na Ásia,[7] e 80% vivendo no que em 2015 é considerado o mundo em desenvolvimento.[8] No geral, as classes médias serão o setor econômico e social mais importante, e a maioria da população mundial estará fora da pobreza.[9]
- Da população mundial, 60% viverão em áreas urbanas devido à rápida urbanização.[10] Estima-se também que haverá 41 megacidades que coletivamente conterão 9% da população mundial.[11] Todos, exceto alguns, estarão na Ásia ou na África devido à rápida urbanização nesses continentes.[12]
- A comunidade internacional, incluindo a ONU, o Banco Mundial e os Estados Unidos, estabeleceu o objetivo de erradicar completamente a pobreza extrema até 2030.[13] Notando um declínio significativo na extrema pobreza desde 1990, o Banco Mundial notou que o fim da pobreza extrema está à vista e prometeu reduzi-la a no máximo 3% da população mundial até esse momento.[14]
- A Organização Mundial da Saúde e a UNICEF estabeleceram uma meta para o acesso universal ao saneamento básico até 2030.[15]
- A ONU definiram como meta que o acesso à Internet e a alfabetização sejam universais até 2030.[16][17] O demógrafo francês Emmanuel Todd prevê que o nível de alfabetização da população mundial deve chegar perto dos 100% até 2030.[18]
- O Banco Mundial pediu que todos os países implementassem a atenção universal à saúde até esse momento.[19]
- Segundo um relatório de todas as 16 agências de inteligência dos Estados Unidos feito em cooperação com acadêmicos, institutos de pesquisa, corporações e políticos da União Européia e 14 países individuais, a ordem mundial unipolar, na qual os Estados Unidos dominam, terá declinado, porque a China terá ultrapassado os Estados Unidos economicamente, e os poderes regionais terão crescido em força, embora os Estados Unidos provavelmente permanecerão um "primeiro entre iguais".[20]
- A dessalinização terá aumentado muito em uso.[21]
- A energia das marés pode fornecer 15% da eletricidade dos Estados Unidos.[22]
- Os avanços arquitetônicos vão ver arranha-céus mais altos e altos, incluindo novos edifícios "megatall", com a possibilidade de uma torre de 1 km de altura a esta altura.[23]
- A impressão 3D terá crescido drasticamente em uso, e até edifícios e órgãos humanos serão impressos.[24][25]
- A assistência médica se tornará amplamente automatizada, com máquinas substituindo 80% dos médicos.[26] Além disso, novos avanços na tecnologia médica melhorarão muito a saúde humana, particularmente os nanobots, que serão implantados no corpo humano para aumentar o sistema imunológico. Raymond Kurzweil argumenta que a maioria das doenças terá desaparecido a essa altura.[27]
- Alguns pesquisadores estão apontando para a capacidade de regenerar membros humanos a serem alcançados até o momento.[28]
- Veículos autônomos dominam as estradas. Elon Musk projetou que a operação de um veículo que não seja autônomo em vias públicas pode até ser ilegal a essa altura.[29][30]
- Carros sendo construídos durante esse tempo, que serão menores que os veículos de décadas anteriores, serão plug-in elétricos ou híbridos.[21]
- Devido à capacidade de encomendar produtos na Internet e um enorme crescimento na impressão 3D, cerca de metade dos shoppings nos Estados Unidos terão fechado.[31]
- Aeronaves de passageiros hipersônica podem estar em uso.[32]
- Os navios podem ser totalmente capazes de funcionar sozinhos e funcionar com diferentes tipos de combustível, exigindo menos manutenção devido a sensores e robôs que localizam e consertam problemas, enquanto a construção usando materiais avançados os deixará mais leves.[33]
- Os drones de entrega comercial serão amplamente utilizados, e a Administração Federal de Aviação estimou que até 30.000 deles irão operar regularmente no espaço aéreo americano até 2030.[34]
- Os avanços na robótica substituirão muitos trabalhos feitos por humanos, e as crescentes capacidades da inteligência artificial significarão que os empregos de colarinho branco também serão cada vez mais automatizados.[35] Em particular, Raymond Kurzweil estima que a inteligência artificial coincidirá com a inteligência humana até agora, e que, além disso, os seres humanos se tornarão híbridos com tecnologia até 2030, devido ao cérebro humano ser capaz de se conectar com computadores e receber informações.[36][37]
- De acordo com o general do exército dos EUA Robert W. Cone, os robôs podem substituir um quarto dos soldados dos EUA até 2030.[38]
- Um computador quântico, que é trilhões de vezes mais rápido que um supercomputador, pode ter sido desenvolvido nessa época.[39]
- Cidades inteligentes serão cada vez mais comuns, com mais de um trilhão de sensores instalados em todo o mundo.[40]
- Uma empresa de construção japonesa, a Shimizu Corporation, em conjunto com muitas empresas de pesquisa e agências governamentais, tem planos para uma cidade submersa de 5.000 pessoas chamada de "espiral do oceano" a 4,5 km da costa japonesa, que consistirá de uma esfera gigante contendo casas e empresas situadas logo abaixo da superfície, sustentada por uma espiral de 14 quilômetros que desce até o fundo do mar, onde haverá um porto submarino e uma fábrica que alimenta a cidade usando microorganismos que transformam dióxido de carbono em metano. A Shimizu Corporation planeja começar a construção em 2025.[41][42]
- De acordo com o documentário do Discovery Channel, Megaconstruções, a construção de outro projeto proposto por Shimizu, a Megacidade Pirâmide Shimizu pode estar em andamento até 2030.[43]
- A tecnologia de perfil de DNA terá avançado até o ponto em que o equivalente a todo o Projeto Genoma Humano pode ser realizado em segundos usando luvas especiais sensíveis ao toque.[44]
- Redes inteligentes integradas, ou grades que usarão sensores e dispositivos de monitoramento para determinar quanta energia direcionar a qualquer edifício em particular, com base em sua necessidade individual, serão amplamente usadas em todo o mundo desenvolvido. Além disso, a produção de energia se tornará mais descentralizada devido ao uso generalizado de painéis solares e células de combustível por empresas individuais e residências, e essas redes poderão redirecionar o excedente de eletricidade para outros edifícios em sua área através de linhas de energia.[45]
- A cidade de Masdar deve ser concluída até 2030.[46]

## Epacta e Idade da Lua
| Epacta gregoriana | 25      |
| Idade da Lua      | Letra F |